# 언노운 걸
《언노운 걸》(프랑스어: La Fille inconnue)은 2016년 개봉한 벨기에, 프랑스의 드라마 영화이다. 다르덴 형제가 감독과 각본을 맡았다.

## 출연

### 주연
- 아델 하에넬

### 조연
- 올리비에 보노
- 제레미 레니에
- 루카 미넬라
- 크리스텔 코닐
- 올리비에 구르메
- 토마스 도렛
- 벤 하미도
- 파브리지오 롱기온
- 마크 진가

## 기타
- 협력프로듀서: 필립 로기
- 협력프로듀서: 알레트 질베르베르그
- 조감독: 캐롤린 탕부르
- 사운드슈퍼바이저: 브누아 드 클레르크
- 미술: 이고르 가브리엘
- 분장팀: 나탈리 타바류
- 의상: 마이라 라메드한 레비